# Guinardó-Hospital de Sant Pau (métro de Barcelone)
Guinardó | Hospital de Sant Pau est une station de la ligne 4 du métro de Barcelone, dont elle constitue le terminus entre 1974 et 1982.

## Situation sur le réseau
La station est située sous l'avenue du Guinardó (Ronda del Guinardó), sur le territoire de la commune de Barcelone, dans le district de Horta-Guinardó. Elle s'intercale entre Maragall et Alfons X.

## Histoire
La station est ouverte au public 1974 sous le nom de Guinardó, lors de la mise en service du prolongement de la ligne 4 depuis Joanic. Elle constitue alors le terminus occidental de la ligne et le reste jusqu'en 1982, quand la ligne est agrandie de trois stations, jusqu'à Roquetes. Elle prend son nom actuel en 1999.
Elle appartiendra à partir de 2026 au tronçon commun des lignes 9 et 10, prolongé depuis Zona Universitària.

## Services aux voyageurs

### Accès et accueil
La station dispose de deux voies et deux quais latéraux.

## À proximité
La station se trouve à proximité immédiate de l'hôpital de Sant Pau (Hospital de la Santa Creu i Sant Pau) et des jardins du docteur Pla i Armengol (Jardins del Doctor Pla i Armengol).